# Jungermannia eucordifolia
Jungermannia eucordifolia là một loài Rêu trong họ Jungermanniaceae. Loài này được Schljakov mô tả khoa học đầu tiên năm 1981.